# Маркелия, Пармен Павлович
Пармен Павлович Маркелия (1900 год, село Шешелета, Сухумский округ, Кутаисская губерния, Российская империя — неизвестно, село Репо-Шешелети, Гальский район, Абхазская АССР, Грузинская ССР) — председатель колхоза имени Дзигуа Гальского района, Абхазская АССР, Грузинская ССР. Герой Социалистического Труда (1948).

## Биография
Родился в 1900 году в крестьянской семье в селе Шешелета (ныне — Гальский район).
С раннего возраста трудился в сельском хозяйстве. Во время коллективизации был одним из основателей колхоза имени Дзигуа, названный именем односельчанина-революционера Павла Евтимовича Дзигуа. В послевоенные годы — председатель этого же колхоза.
В 1947 году колхоз сдал государству в среднем с каждого гектара по 72 центнера кукурузы на участке площадью 16 гектаров. Указом Президиума Верховного Совета СССР от 21 февраля 1948 года удостоен звания Героя Социалистического Труда за «получение высоких урожаев кукурузы и пшеницы в 1947 году» с вручением ордена Ленина и золотой медали «Серп и Молот» (№ 713).
Этим же Указом званием Героя Социалистического Труда были награждены труженики колхоза имени Дзигуа бригадир Владимир Битгаевич Кавшбая, звеньевые Акакий Мусуркаевич Кавшбая и Никандро Елизбарович Тунгия.
После выхода на пенсию проживал в селе Репо-Шешелети. Дата смерти не установлена.